# Râul Cristur
Râul Cristur sau Valea Cristurului este un curs de apă, afluent al râului Cerna. 